# Aleksander z Cypru
Aleksander z Cypru, Alexander Monachus (ur. 527, zm. 565) – mnich, autor dzieła Pochwała Barnaby (Laudatio Barnabae), utworu opowiadającego o podróżach apostoła i o znalezieniu relikwii Barnaby na Cyprze za rządów cesarza Zenona (474-491), co miało  potwierdzać apostolskie pochodzenie chrześcijaństwa na Cyprze). Przypisuje mu się również autorstwo dzieła 
Znalezienie krzyża (Inventio crucis) opisujące dzieje świata aż do czasów Konstantyna i zakończone pochwałą krzyża. 